# 佩達氏高原鰍
佩達氏高原鰍（學名：Triplophysa pedaschenkoi）為輻鰭魚綱鯉形目條鰍科高原鰍屬的其中一種。分布於亞洲伊塞克湖流域，棲息在底層水域，生活習性不明。

## 扩展阅读
維基物種上的相關：佩達氏高原鰍